# 瓦烏奇縣

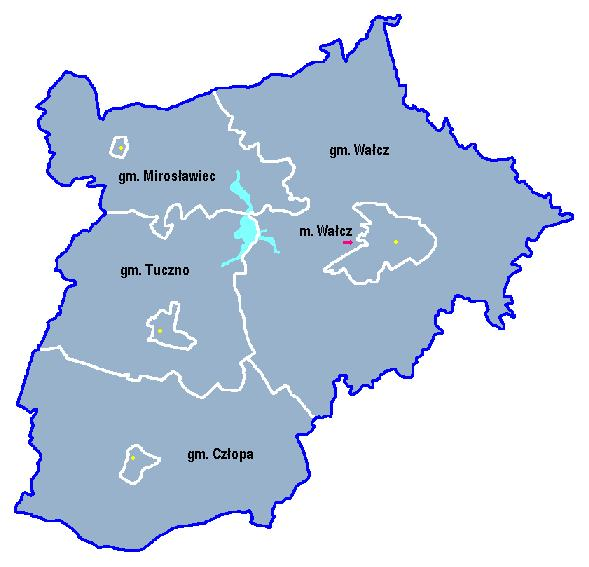

53°16′N 16°28′E / 53.267°N 16.467°E
瓦烏奇縣（波蘭語：Powiat wałecki），是波蘭的縣份，位於該國西北部，由西波美拉尼亞省負責管轄，首府設於瓦烏奇，面積1,415平方公里，2006年人口54,639，人口密度每平方公里39人。